# Micropoint
Pour les articles homonymes, voir Micropoint (homonymie).

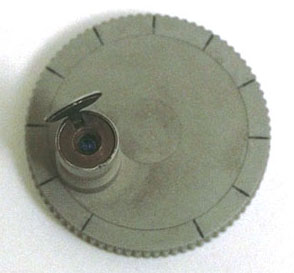
Mark IV, appareil photographique à micropoint

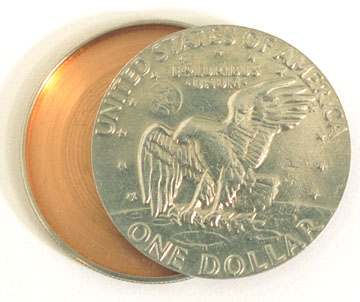
Une fausse pièce d'un dollar US utilisée par les services secrets soviétiques pouvant contenir des micropoints

Un micropoint est un texte (ou une image) rétréci pour empêcher qu'il soit vu par un destinataire non souhaité. Les micropoints sont des sortes de microfilms, normalement circulaires et d'un diamètre proche du millimètre. Le nom de ce procédé stéganographique apparu pendant la Seconde Guerre mondiale provient de la similitude de taille avec un point typographique, telle une virgule ou le point d'un i minuscule.

## Histoire
Les micropoints sont apparus lors de la guerre franco-allemande de 1870, lorsque Paris était assiégé. René Dagron utilisa des pigeons voyageurs équipés de micropoints pour accroître la quantité de messages transportables par ces derniers,. Cependant, les images n'étaient pas aussi petites que les micropoints modernes.
L'utilisation des micropoints pour la stéganographie remonte à l'époque située entre les Première et Seconde Guerres mondiales. L'Allemagne développa une technique utilisant un film d'aniline coloré au lieu de recourir aux halogénures d'argent. Walter Zapp est parfois décrit comme l'inventeur de cette technique, expliquant pourquoi certains kits d'espionnage destinés à produire des micropoints étaient appelés par son nom. Cependant, Emanuel Goldberg est lui aussi parfois considéré comme l'inventeur de cette technique.
Après que le mur de Berlin a été érigé, des caméras à micropoints ont été utilisées pour pouvoir envoyer des micropoints dans les lettres et ainsi éviter la censure.